# Apapaxtla el Grande
Apapaxtla el Grande es una localidad de México perteneciente al municipio de Acaxochitlán en el estado de Hidalgo.

## Toponimia
Apapaxtla: Manantiales de agua.

## Geografía
La localidad se encuentra localizada en las coordenadas geográficas 20°06′24.29″N 98°08′58.761″O / 20.1067472, -98.14965583, con una altitud de 2203 m s. n. m. Se encuentra a una distancia aproximada de 14.65 kilómetros al noreste de la cabecera municipal, Acaxochitlán. Se encuentra en la región geográfica de la Sierra de Tenango.
En cuanto a fisiografía, se encuentra dentro de la provincia de la Eje Neovolcánico dentro de la subprovincia del Lagos y Volcanes de Anáhuac; su terreno es de sierra. En lo que respecta a la hidrología se encuentra posicionado en la región Tuxpan-Nautla, dentro de la cuenca del río Tecolutla, en la subcuenca del río Necaxa. Cuenta con un clima templado húmedo con lluvias todo el año.

## Demografía
En 2020 registró una población de 530 personas, lo que corresponde al 1.15 % de la población municipal. De los cuales 260 son hombres y 270 son mujeres. Tiene 136 viviendas particulares habitadas.
| Gráfica de evolución demográfica de Apapaxtla el Grande entre 1900 y 2020                    |
|                                                                                              |
| Población de los censos y conteos del Instituto Nacional de Estadística y Geografía (INEGI). |